# Aufeius impressicollis
Aufeius impressicollis är en insektsart som beskrevs av Carl Stål 1870. Aufeius impressicollis ingår i släktet Aufeius och familjen smalkantskinnbaggar. Inga underarter finns listade i Catalogue of Life.